# Isla Arthur
La isla Arthur (del ruso: Остров Артура; Ostrov Artura) es una isla en la Tierra de Francisco José. Pertenece administrativamente a la región u óblast de Arcángel, de la Federación de Rusia.
La isla se encuentra en el norte del océano Ártico, relativamente lejos de cualquier otra isla. Su superficie es de 111 km² (43 millas cuadradas) y su altura máxima 275 m (902 pies).
Esta isla lleva el nombre de Arthur Brice Montefiore, miembro de la Sociedad Geológica de Londres y el secretario de la Expedición Polar Jackson-Harmsworth.